# Элеонора Сицилийская
Элеонора Сицилийская (итал. Eleonora di Sicilia; 1325 — 20 апреля 1375) — королева-консорт Арагона, дочь короля Сицилии Педро II и Елизаветы Каринтийской.
Элеонора стала третьей женой короля Арагона Педро IV, за которого вышла замуж в Валенсии 27 августа 1349 года. Условием брака было то, что супруги отказываются от всех прав на корону Сицилии.
Брат Элеоноры, Федериго III, женился на Констанции Арагонской. От этого брака у них родилась только дочь Мария, поэтому в 1357 году Федериго передал Педро право на наследование Сицилии, а также герцогства Афин и Неопатрии. Эти территории были включены в число земель Арагонской короны.

## Семья
У Элеоноры и Педро было четверо детей:
- Хуан (1350—1396) — король Арагона и Валенсии, граф Барселоны
- Мартин (1356—1410) — король Арагона, Валенсии, Сардинии и Корсики, граф Барселоны и король Сицилии
- Элеонора, вышла замуж за Хуана I Кастильского
- Альфонсо (умер молодым)